# Метод Крамера
Ме́тод Крамера (правило Крамера) — способ решения систем линейных алгебраических уравнений с числом уравнений равным числу неизвестных с ненулевым главным определителем матрицы коэффициентов системы (причём для таких уравнений решение существует и единственно).

## Описание метода
Для системы {\displaystyle n} линейных уравнений с {\displaystyle n} неизвестными (над произвольным полем)
{\displaystyle {\begin{cases}a_{11}x_{1}+a_{12}x_{2}+\ldots +a_{1n}x_{n}=b_{1}\\a_{21}x_{1}+a_{22}x_{2}+\ldots +a_{2n}x_{n}=b_{2}\\\cdots \cdots \cdots \cdots \cdots \cdots \cdots \cdots \cdots \cdots \\a_{n1}x_{1}+a_{n2}x_{2}+\ldots +a_{nn}x_{n}=b_{n}\\\end{cases}}}
с определителем матрицы системы {\displaystyle \Delta }, отличным от нуля, решение записывается в виде
{\displaystyle x_{i}={\frac {1}{\Delta }}{\begin{vmatrix}a_{11}&\ldots &a_{1,i-1}&b_{1}&a_{1,i+1}&\ldots &a_{1n}\\a_{21}&\ldots &a_{2,i-1}&b_{2}&a_{2,i+1}&\ldots &a_{2n}\\\ldots &\ldots &\ldots &\ldots &\ldots &\ldots &\ldots \\a_{n-1,1}&\ldots &a_{n-1,i-1}&b_{n-1}&a_{n-1,i+1}&\ldots &a_{n-1,n}\\a_{n1}&\ldots &a_{n,i-1}&b_{n}&a_{n,i+1}&\ldots &a_{nn}\\\end{vmatrix}}}
({\displaystyle i}-й столбец матрицы системы заменяется столбцом свободных членов). 

В другой форме правило Крамера формулируется так: для любых коэффициентов c1, c2, …, cn справедливо равенство:
{\displaystyle (c_{1}x_{1}+c_{2}x_{2}+\dots +c_{n}x_{n})\cdot \Delta =-{\begin{vmatrix}a_{11}&a_{12}&\ldots &a_{1n}&b_{1}\\a_{21}&a_{22}&\ldots &a_{2n}&b_{2}\\\ldots &\ldots &\ldots &\ldots &\ldots \\a_{n1}&a_{n2}&\ldots &a_{nn}&b_{n}\\c_{1}&c_{2}&\ldots &c_{n}&0\\\end{vmatrix}}}
В такой форме метод Крамера справедлив без предположения, что {\displaystyle \Delta } отличен от нуля, не нужно даже, чтобы коэффициенты системы были бы элементами целостного кольца (определитель системы может быть даже делителем нуля в кольце коэффициентов). Можно также считать, что либо наборы {\displaystyle b_{1},b_{2},...,b_{n}} и {\displaystyle x_{1},x_{2},...,x_{n}}, либо набор {\displaystyle c_{1},c_{2},...,c_{n}} состоят не из элементов кольца коэффициентов системы, а какого-нибудь модуля над этим кольцом. В этом виде формула Крамера используется, например, при доказательстве формулы для определителя Грама и Леммы Накаямы.

## Пример
Система линейных уравнений с вещественными коэффициентами:
{\displaystyle {\begin{cases}a_{11}x+a_{12}y+a_{13}z=b_{1}\\a_{21}x+a_{22}y+a_{23}z=b_{2}\\a_{31}x+a_{32}y+a_{33}z=b_{3}\\\end{cases}}}

Определители:
{\textstyle \Delta ={\begin{vmatrix}a_{11}&a_{12}&a_{13}\\a_{21}&a_{22}&a_{23}\\a_{31}&a_{32}&a_{33}\\\end{vmatrix}},\ \ \Delta _{x}={\begin{vmatrix}b_{1}&a_{12}&a_{13}\\b_{2}&a_{22}&a_{23}\\b_{3}&a_{32}&a_{33}\\\end{vmatrix}},\ \ }
{\displaystyle \Delta _{y}={\begin{vmatrix}a_{11}&b_{1}&a_{13}\\a_{21}&b_{2}&a_{23}\\a_{31}&b_{3}&a_{33}\\\end{vmatrix}},\ \ \Delta _{z}={\begin{vmatrix}a_{11}&a_{12}&b_{1}\\a_{21}&a_{22}&b_{2}\\a_{31}&a_{32}&b_{3}\\\end{vmatrix}}}
В определителях столбец коэффициентов при соответствующей неизвестной заменяется столбцом свободных членов системы.
Решение:
{\displaystyle x={\frac {\Delta _{x}}{\Delta }},\ \ y={\frac {\Delta _{y}}{\Delta }},\ \ z={\frac {\Delta _{z}}{\Delta }}}
Пример:
{\displaystyle {\begin{cases}2x+5y+4z=30\\x+3y+2z=150\\2x+10y+9z=110\\\end{cases}}}
Определители:
{\displaystyle \Delta ={\begin{vmatrix}2&5&4\\1&3&2\\2&10&9\\\end{vmatrix}}=5,\ \ \Delta _{x}={\begin{vmatrix}30&5&4\\150&3&2\\110&10&9\\\end{vmatrix}}=-760,\ \ }
{\displaystyle \Delta _{y}={\begin{vmatrix}2&30&4\\1&150&2\\2&110&9\\\end{vmatrix}}=1350,\ \ \Delta _{z}={\begin{vmatrix}2&5&30\\1&3&150\\2&10&110\\\end{vmatrix}}=-1270.}
{\displaystyle x=-{\frac {760}{5}}=-152,\ \ y={\frac {1350}{5}}=270,\ \ z=-{\frac {1270}{5}}=-254}

## Вычислительная сложность
Метод Крамера требует вычисления {\displaystyle n+1} определителей порядка {\displaystyle n}. При использовании метода Гаусса для вычисления определителей метод имеет сложность по элементарным операциям сложения-умножения порядка {\displaystyle O(n^{4})}, что сложнее, чем метод Гаусса при прямом решении системы. Поэтому метод, с точки зрения затрат времени на вычисления, считался непрактичным. Однако в 2010 году было показано, что метод Крамера может быть реализован со сложностью {\displaystyle O(n^{3})}, сравнимой со сложностью метода Гаусса.

## Применение

### Решение систем 2×2 и 3×3
Любые методы, связанные с алгебраическими преобразованиями, чреваты делением на ноль — а метод Крамера без всяких ухищрений даст решение всегда, если оно существует.

### Теоретические выкладки
Метод Крамера широко используется в различных выкладках:
- Метод Лагранжа (дифференциальные уравнения)
- Неявно заданные системы: при {\displaystyle F(x,y,u,v)=0} и {\displaystyle G(x,y,u,v)=0} считаем, что x и y — зависимые переменные, u и v — независимые. Тогда, например, {\displaystyle {\frac {\partial x}{\partial u}}={\frac {\begin{vmatrix}-{\frac {\partial F}{\partial u}}&{\frac {\partial F}{\partial y}}\\-{\frac {\partial G}{\partial u}}&{\frac {\partial G}{\partial y}}\end{vmatrix}}{\begin{vmatrix}{\frac {\partial F}{\partial x}}&{\frac {\partial F}{\partial y}}\\{\frac {\partial G}{\partial x}}&{\frac {\partial G}{\partial y}}\end{vmatrix}}}}.